# Nosorožíci
Nosorožíci (Dynastinae) jsou podčeleď brouků v čeledi vrubounovití (Scarabaeidae).

## Popis
Patří mezi největší brouky a jméno mají podle charakteristického rohu, který mají samci mnohých druhů. Samci používají rohu v zápasech se svými soupeři.
Jejich larvální stadium je dlouhé, u některých druhů dosahuje až sedmi let. Larvy se živí hnijícím dřevem, zatímco dospělí brouci se živí nektarem, mízou rostlin a ovocem.
Nosorožíci jsou proporcionálně jedněmi z nejsilnějších zvířat na Zemi. Zvednou 850násobek své vlastní hmotnosti. Převedeno do lidských poměrů, člověk průměrné výšky a hmotnosti by musel uzvednout objekt o váze 65 až 70 tun, což je například tank M1 Abrams nebo lokomotiva.

## Rody
Podčeleď obsahuje rody:
- tribus Agaocephalini
  - Aegopsis
  - Agaocephala
  - Antodon
  - Brachysiderus
  - Colacus
  - Democrates
  - Gnathogolofa
  - Horridocalia
  - Lycomedes
  - Mitracephala
  - Spodistes
- tribus Cyclocephalini
  - Acrobolbia
  - Ancognatha
  - Arriguttia
  - Aspidolea
  - Augoderia
  - Chalepides
  - Cyclocephala (například Cyclocephala melanocephala)
  - Dyscinetus
  - Erioscelis
  - Harposcelis
  - Mimeoma
  - Peltonotus
  - Ruteloryctes
  - Stenocrates
  - Surutu
- tribus Dynastini
  - Allomyrrhina (nosorožík; například Allomyrina dichotomus „kabutomuši“ nebo Nosorožík Pfeifferův (Allomyrina pfeifferi))
  - Augosoma
  - Chalcosoma (například brouk Chalcosoma atlas)
  - Dynastes (například brouk Herkules antilský (Dynastes hercules))
  - Endebius
  - Eupatorus
  - Golopha
  - Haploscapanes
  - Megasoma
  - Pachyoryctes
  - Xylotrupes
- tribus Hexodontini
  - Hemicyrthus
  - Hexodon
  - Hyboschema
- tribus Oryctini
  - Anomacaulus
  - Blabephorus
  - Calypsoryctes
  - Ceratoryctoderus
  - Clyster
  - Coelosis
  - Cyphonistes
  - Dichodontus
  - Dinoryctes
  - Enema
  - Gibboryctes
  - Heterogomphus
  - Hispanioryctes
  - Hoploryctoderus
  - Irazua
  - Licnostrategus
  - Megaceras
  - Megaceropsis
  - Oryctes (evropští nosorožíci, například Nosorožík kapucínek (Oryctes nasicornis) nebo Oryctes rhinoceros)
  - Podischnus
  - Scapanes
  - Strategus (například Strategus antaeus)
  - Tehuacania
  - Trichogomphus (například Trichogomphus martabani)
  - Xenodorus
  - Xyloryctes
- tribus Oryctoderini
  - Chalcasthenes
  - Chalcocrates
  - Coenoryctoderus
  - Hatamus
  - Melanhyphus
  - Neohyphus
  - Onychionyx
  - Oryctoderinus
  - Oryctoderus
  - Paroryctoderus
- tribus Pentodontini
  - podtribus Cheiroplatina - Cheiroplatys
  - podtribus Dipelicina - Dipelicus
  - podtribus Pentodontina
    - Bothynus (například Bothynus complanus)
    - Calicnemis
    - Metanastes
    - Pentodon (například Pentodon bidens)
    - Pimelopus
    - Podalgus

  - podtribus Pseudoryctina - Pseudoryctes

další rody:
- - Aceratus
  - Adoryphorus
  - Alissonotum
  - Ampotis
  - Anomalomorpha
  - Anoronotum
  - Aphonides
  - Aphonodelus
  - Aphonus
  - Barutus
  - Callistemonus
  - Carneiola
  - Cavonus
  - Collagenus
  - Coptognatus
  - Corynophyllus
  - Coscinocephalus
  - Cryptoryctes
  - Dalgopus
  - Dasygnathus
  - Denhezia
  - Diloboderus
  - Ebolowanius
  - Enarotadius
  - Enracius
  - Epironastes
  - Eremobothynus
  - Eucopidocaulus
  - Euetheola
  - Eutyctus
  - Gillaspytes
  - Haplosoma
  - Heteroconus
  - Heteroglobus
  - Heteroligus 
  - Heteronychus (například Heteronychus arator)
  - Heterostriatus
  - Hiekeianus
  - Homoeomorphus
  - Hylobothynus
  - Hyphoryctes
  - Idioschema
  - Indieraligus
  - Ligyrus
  - Lonchotus
  - Marronus
  - Mellissius
  - Microryctes
  - Musurgus
  - Neocnecus
  - Neocorynophyllus
  - Neodasygnathus
  - Neodon
  - Neonastes
  - Neoryctes
  - Nephrodopus
  - Nimbacola
  - Novapus
  - Orizabus
  - Orsilochus
  - Orthocavonus
  - Oxygrylius
  - Oxyligyrus
  - Papuana
  - Paranodon
  - Parapucaya
  - Pareteronychus
  - Parisomorphus
  - Pentodina
  - Pentodontoschema
  - Pericoptus
  - Philoscaptus
  - Phylliocephala
  - Phyllognathus
  - Piscoperus
  - Prionoryctes
  - Pseudocavonus
  - Pseudohomonyx
  - Pucaya
  - Pycnoschema
  - Semanopterus
  - Siralus
  - Teinogenys
  - Temnorhynchus
  - Thronistes
  - Trissodon
  - Wernoryctes
  - Xynedria
- tribus Phileurini
  - podtribus Cryptodina - Cryptodus
  - podtribus Phileurina - Phileurus

další rody:
- - Actinobolus
  - Allophileurinus
  - Amblyodus
  - Amblyoproctus
  - Archophanes
  - Archophileurus
  - Ceratophileurus
  - Chiliphileurus
  - Cnemidophileurus
  - Eophileurus
  - Goniophileurus
  - Haplophileurus
  - Hemiphileurus
  - Homophileurus
  - Hovophileurus
  - Macrocyphonistes
  - Metaphileurus
  - Microphileurus
  - Mictophileurus
  - Moraguesia
  - Oryctophileurus
  - Palaeophileurus
  - Paraphileurus
  - Phileucourtus
  - Planophileurus
  - Platyphileurus
  - Prosphileurus
  - Pseudosyrichthus
  - Rhizoplatodes
  - Rhizoplatys
  - Syrichthodontus
  - Syrichthomorphus
  - Syrichthoschema
  - Syrictes
  - Syrictoides
  - Trioplus

Nosorožíci jsou v Asii oblíbenými dětskými mazlíčky. Jsou čistí, lehce a bezpečně se s nimi zachází. Samci jsou v Asii též používáni pro hazardní "broučí zápasy".

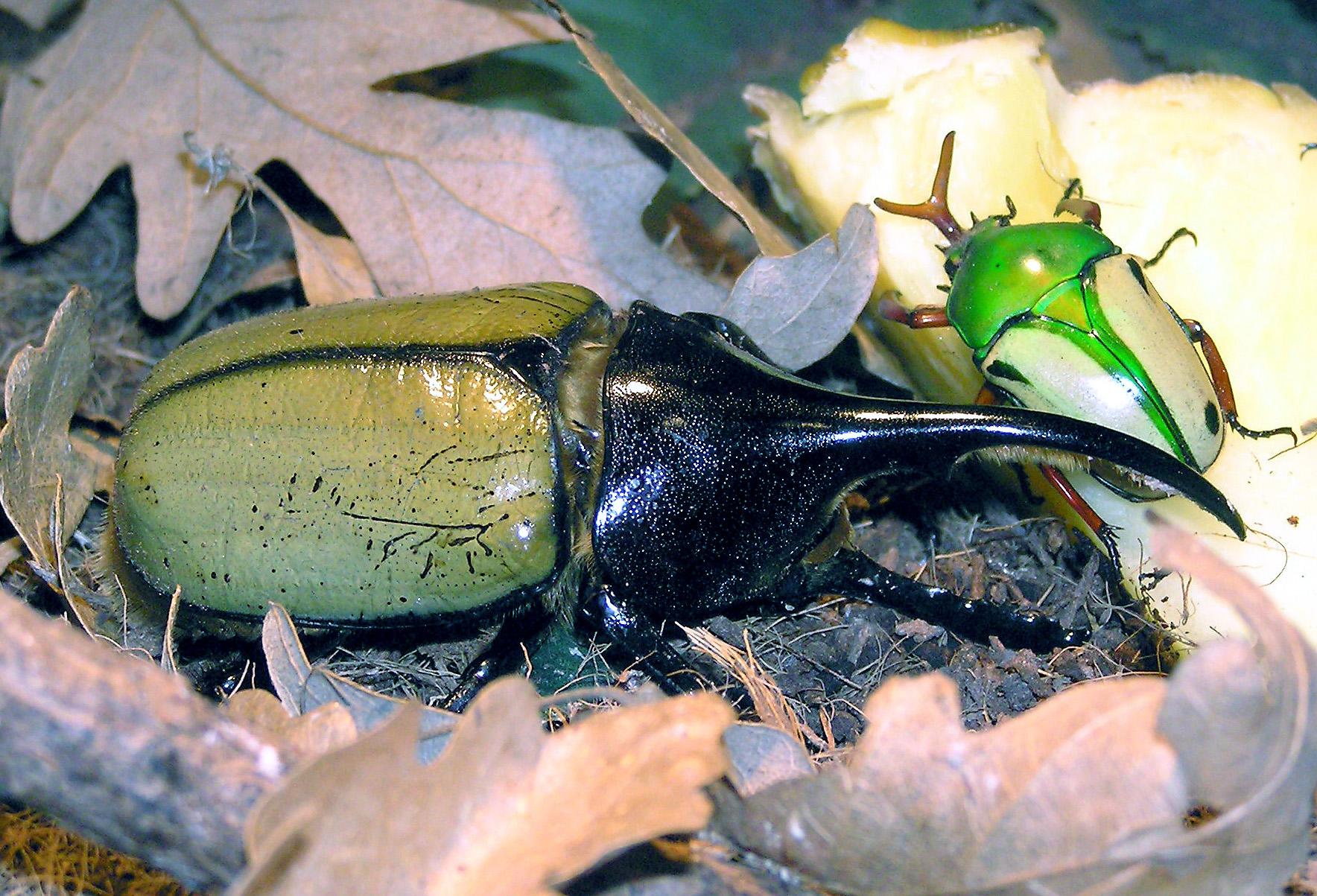
Samec herkulese Dynastes hercules. (Zelený brouk v pozadí je Eudicella gralli.)